# Эрнандес, Луифер
Луифе́р Энри́ке Эрна́ндес Кинте́ро (исп. Luifer Enrique Hernández Quintero; род. 28 апреля 2001, Пуэрто-Кабельо) — венесуэльский футболист, нападающий житомирского «Полесья».

## Клубная карьера
Выпускник молодёжной академии клуба «Академия Пуэрто-Кабельо». Эрнандес дебютировал за клуб на взрослом уровне 9 мая 2018 года в игре против клуба «Монагас» (1:0). Он сыграл в 3 играх чемпионата того года и 4 играх в сезоне 2019. В сезоне 2020 он вышел в 12 играх чемпионата и забил свои первые четыре гола, первый из которых против «Атлетико Венесуэлы» (2:2) 25 октября и со следующего сезона вырос у основного игрока команды. В общей сложности провел за команду 111 игр в чемпионате, забив 36 голов.

## Карьера в сборной
На счету Луифера также пять поединков за олимпийскую сборную Венесуэлы, в которых он забил один мяч.

## Достижения

### Личные
- Лучший игрок месяца чемпионата Украины: май 2024